# ميخائيل بيك (لاعب كريكت)
ميخائيل بيك (23 يناير 1967 في المملكة المتحدة - ) (بالإنجليزية: Michael Peck)‏ هو لاعب كريكت بريطاني. لعب مع Suffolk County Cricket Club ‏.

## وصلات خارجية
- ميخائيل بيك على موقع إي آس بي آن كريك إنفو (الإنجليزية)